# Пелам (Алабама)
Пелам (англ. Pelham) — місто (англ. city) в США, в окрузі Шелбі штату Алабама. Населення — 24 318 осіб (2020).

## Географія
Пелам розташований за координатами 33°19′19″ пн. ш. 86°44′32″ зх. д. / 33.32194° пн. ш. 86.74222° зх. д. (33.321899, -86.742177).  За даними Бюро перепису населення США в 2010 році місто мало площу 102,39 км², з яких 101,07 км² — суходіл та 1,32 км² — водойми.

## Демографія
Згідно з переписом 2010 року, у місті мешкали 21 352 особи в 8149 домогосподарствах у складі 5764 родин. Густота населення становила 209 осіб/км².  Було 8541 помешкання (83/км²).
Расовий склад населення:
| - 81,2 % — білих - 7,5 % — чорних або афроамериканців - 2,4 % — азіатів - 0,3 % — корінних американців - 0,1 % — вихідців з тихоокеанських островів - 6,9 % — осіб інших рас |

До двох чи більше рас належало 1,6 %. Частка іспаномовних становила 14,9 % від усіх жителів.
За віковим діапазоном населення розподілялося таким чином: 26,0 % — особи молодші 18 років, 64,6 % — особи у віці 18—64 років, 9,4 % — особи у віці 65 років та старші. Медіана віку мешканця становила 35,3 року. На 100 осіб жіночої статі у місті припадало 95,0 чоловіків;  на 100 жінок у віці від 18 років та старших — 93,5 чоловіків також старших 18 років.
Середній дохід на одне домашнє господарство  становив 81 393 долари США (медіана — 67 907), а середній дохід на одну сім'ю — 92 915 доларів (медіана — 81 676). Медіана доходів становила 54 638 доларів для чоловіків та 41 456 доларів для жінок. За межею бідності перебувало 4,6 % осіб, у тому числі 7,6 % дітей у віці до 18 років та 0,3 % осіб у віці 65 років та старших.
Цивільне працевлаштоване населення становило 12 209 осіб. Основні галузі зайнятості: освіта, охорона здоров'я та соціальна допомога — 18,8 %, науковці, спеціалісти, менеджери — 16,1 %, фінанси, страхування та нерухомість — 12,9 %.